# Ipelloides macleayi
Ipelloides macleayi är en insektsart som beskrevs av Evans 1966. Ipelloides macleayi ingår i släktet Ipelloides och familjen dvärgstritar. Inga underarter finns listade i Catalogue of Life.